# Mont Oupay
Le mont Oupay, ou dza Oupay, est une montagne du Cameroun, dans la région de l'Extrême-Nord. C'est le point culminant des monts Mandara, avec 1 494 mètres d'altitude.

## Géographie
Le mont Oupay est situé à 16 km au nord de Mokolo, dans l'est de Koza.

## Géologie
Tout comme son voisin le mont Ziver avec qui il forme un chaînon montagneux, le mont Oupay est un amas de blocs granitiques arrondis, intercalés de végétation buissonnante.

## Flore

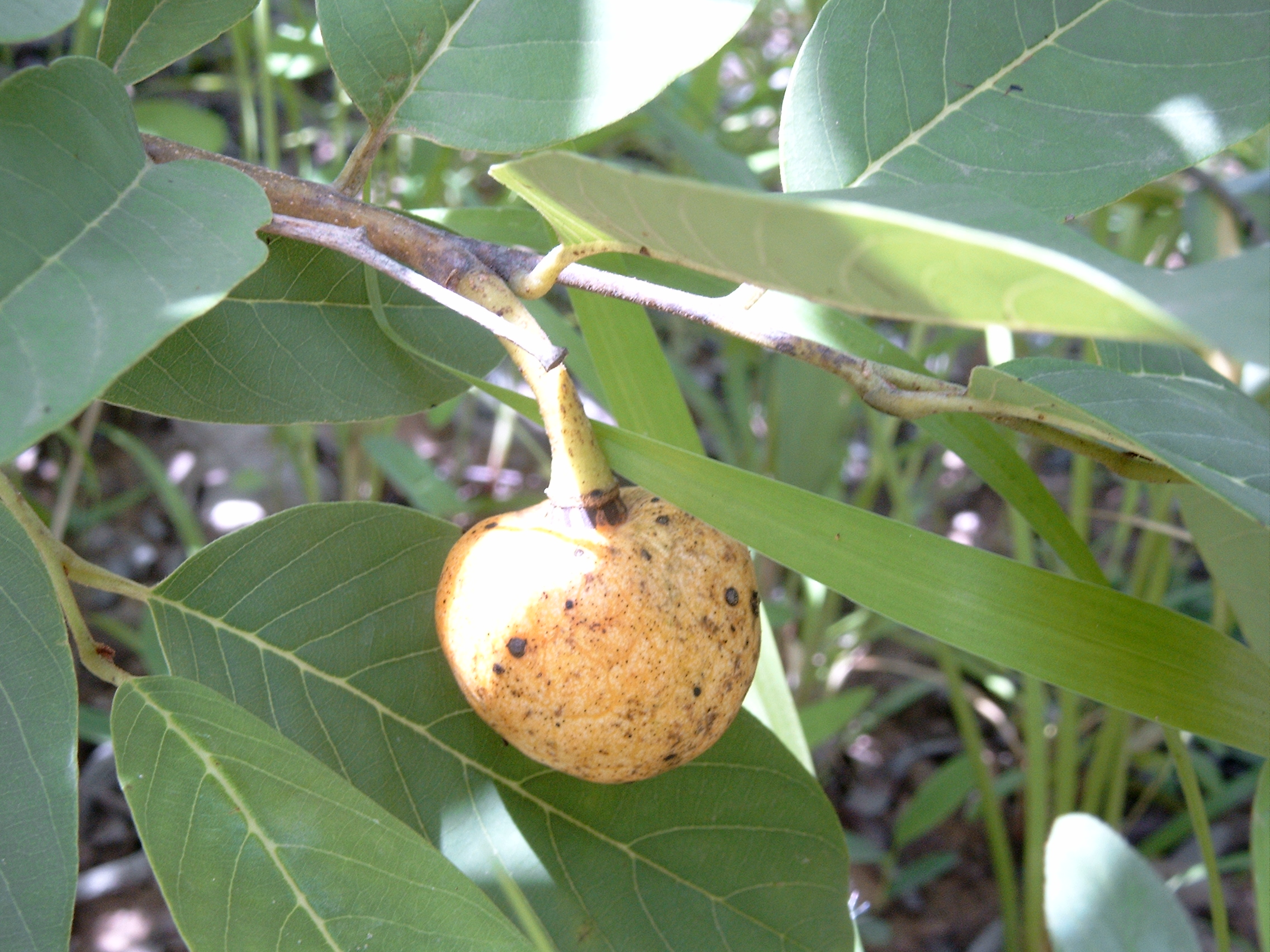
Fruit dAnnona senegalensis.

On y trouve Olea capensis subsp. macrocarpa et, à son sommet, des peuplements purs d'Annona senegalensis (gonokwad ou localement mafa).